# San José de Barlovento
San José de Barlovento ist ein venezolanisches Dorf und Verwaltungssitz des Bezirks Andrés Bello, im Bundesstaat Miranda.

## Geschichte
San José de Barlovento wurde im Jahr 1846 von drei Spaniern, den Brüdern José und Román Imas und ihrem Onkel Pedro Oderiz, gegründet.

## Persönlichkeiten
- Ahymará Espinoza (* 1985), Kugelstoßerin
- Eure Yáñez (* 1993), Hochspringer